# کامبادس
کامبادس (به اسپانیایی: Cambados) یک شهرستان در اسپانیا است که در استان پنتبدرا واقع شده‌است.

## خصوصیات
کامبادس ۲۳٫۴۸ کیلومترمربع مساحت و ۱۳٬۶۲۰ نفر جمعیت دارد.